# Катерина (опера, 2022)
Катери́на — українська опера на 2 дії Олександра Родіна за однойменною поемою Тараса Шевченка 1838 року. Її прем'єра відбулася 17 вересня 2022 року в Одеському оперному театрі в Україні.

## Задум опери
Основною ідеєю опери є зміна пір року, що представлена через народні обряди. Тому хор відіграє дуже важливу роль у творі. Власне сюжет розповідають сім персонажів традиційного східноєвропейського різдвяного вертепу: Смерть, Чорт, Відьма, Циган, Шинкарка, Янгол та Лірник.

## Історія створення
Композитор Олександр Родін, який народився 1975 року в Піддобрянці  (Білорусь) і виріс в Чернігові, написав «Катерину» на замовлення Одеського оперного театру. Ідея постановки належала генеральній директорці театру Надії Бабіч, яка також взяла на себе загальне художнє керівництво. Лібрето Родін склав сам. Воно базується на однойменній короткій поемі українського поета Тараса Шевченка. За словами Родіна, на лібрето йому знадобилося щонайменше пів року. Зрештою, він використав приблизно 85 відсотків тексту безпосередньо з оригіналу та інших творів Шевченка, включно з деякими російськими словами для партії московита Івана. Загалом Родін працював над оперою три роки. Це найбільша оперна постановка з початку незалежності України. Для імітації звуків природи були розроблені спеціальні музичні інструменти. 800 костюмів мали бути пошиті в Харкові, але через сильне бомбардування цього міста виробництво довелося перенести до Одеси. Загалом у постановці взяли участь близько 400 учасників.
Прем'єра опери мала відбутися у Всесвітній день театру 27 березня 2022 року. За місяць до того, 24 лютого 2022 року, планувалася відкрита репетиція для преси. Однак внаслідок повномасштабного російського вторгнення в Україну, що стався за три дні до цього, її довелося скасувати. Оперний театр був оточений барикадами протягом трьох місяців, і лише в середині червня вдалося відновити обмежену роботу. Прем'єра «Катерини» відбулася 17 вересня 2022 року за присутності тодішнього міністра культури та інформаційної політики України Олександра Ткаченка. Музичним керівником був В'ячеслав Чернуха-Волич. Режисуру здійснила Оксана Тараненко, сценічну концепцію розробив Дмитро Ципердюк, сценографію та оформлення — Ігор Анісенко, хореографію — Олексій Скляренко, а освітлення — Максим Дєдов. Головну роль виконала Юлія Терещук. Під час перерви пролунав сигнал повітряної тривоги, що тривав п'ятнадцять хвилин. Виставу вдалося продовжити після цього.
Одеський оперний театр за цю постановку був відзначений в категорії «Найкращий оперний театр» на International Opera Awards 2022. У лютому 2023 року ARTE надав відеозапис прем'єрної постановки для онлайн-перегляду в інтернеті. Цим твором Arte вперше показав постановку театру, який не був постійним партнером сезону.

## Записи
Станом на жовтень 2022 року — В'ячеслав Чернуха-Волич (диригент), Оксана Тараненко (режисер), Дмитро Ципердюк (сценічна концепція), Ігор Анісенко (сценографія та оформлення), Олексій Скляренко (хореографія), Максим Дєдов (світло), хор, балет та оркестр Одеського оперного театру, дитячий хор «Перлини Одеси».
У ролях:
- Катерина: Юлія Терещук
- Іван: Олександр Прокопович
- Батько: Дмитро Павлюк
- Мати: Олена Стародубцева
- Лірник: Владислав Горай
- Відьма: Аліна Ткачук
- Шинкарка: Катерина Цимбалюк
- Чорт: Денис Даніїл Богачов
- Циган: Юрій Дудар
- Дівчата-веснянки: Юлія Суботіна, Юлія Тимакова та Ірина Каменецька
- Жінка на базарі: Маргарита Красовська
- Чоловік на базарі: Віталій Галко
- Смерть: Крістіан Нікулиця
- Янгол: Катерина Корягіна